# Anelytra
Anelytra is een geslacht van rechtvleugeligen uit de familie sabelsprinkhanen (Tettigoniidae). De wetenschappelijke naam van dit geslacht is voor het eerst geldig gepubliceerd in 1891 door Redtenbacher.

## Soorten
Het geslacht Anelytra omvat de volgende soorten:
- Anelytra adjacens Gorochov, 1994
- Anelytra boku Helfert & Sänger, 1997
- Anelytra compressa Shi & Qiu, 2009
- Anelytra concolor Redtenbacher, 1891
- Anelytra curvata Ingrisch, 1998
- Anelytra dividata Ingrisch, 1998
- Anelytra elongata Ingrisch, 1998
- Anelytra eunigrifrons Ingrisch, 1998
- Anelytra fastigata Ingrisch, 1990
- Anelytra furcata Ingrisch, 1998
- Anelytra gonioda Ingrisch, 1998
- Anelytra indigena Gorochov, 1994
- Anelytra jinghonga Shi & Qiu, 2009
- Anelytra laotica Ingrisch, 1998
- Anelytra localis Gorochov, 1994
- Anelytra malaya Ingrisch, 1998
- Anelytra multicurvata Shi & Qiu, 2009
- Anelytra nigrifrons Redtenbacher, 1891
- Anelytra punctata Redtenbacher, 1891
- Anelytra robusta Ingrisch, 1990
- Anelytra spinia Shi & Qiu, 2009
- Anelytra styliana Ingrisch, 1998
- Anelytra tristellata Ingrisch, 1990
- Anelytra unica Ingrisch, 1998
- Anelytra pellucida Ingrisch, 1998
- Anelytra propria Gorochov, 1994